# DCU 센터
DCU 센터(DCU Center)은 미국 매사추세츠주 우스터에 위치한 실내 경기장이다. 과거 AHL 우스터 아이스캐츠, 우스터 샤크스의 홈경기장으로 사용했으며, 2017~2018시즌부터 ECHL 우스터 레일러 HC가 사용할 예정이다.